# Dodge LCF
Dodge LCF (для «Low Cab Forward») — це серія вантажівок середньої та важкої вантажопідйомності, що виготовлялися компанією Dodge з 1960 по 1976 рік. Вони замінили серію безкапотних вантажівок Dodge COE, виготовлених у 1950-х роках. Серії від 500 до 700 були лише для середньої навантаженості, тоді як серії від 800 до 1000 були зарезервовані для важких версій.

## Двигуни
Бензинові:
- 318 cu in (5.2 L) A V8
- 361 cu in (5.9 L) B V8
- 413 cu in (6.8 L) RB V8
- 477 cu in (7.8 L) IH V8
- 534 cu in (8.8 L) IH V8

Дизельний:
- 354 cu in (5.8 L) Perkins 6.354 I6